# Éditions Gambit
Pour les articles homonymes, voir Gambit.
Gambit Publications est un éditeur majeur de livres d'échecs basé à Londres. Son catalogue comprend plus de 200 titres, parmi lesquels on trouve Mastering the Chess Openings (quatre tomes) par John L. Watson, Fundamental Chess Endings par Karsten Müller et Frank Lamprecht (en), Understanding the Chess Openings par Sam Collins (joueur d'échecs) (en), ainsi que la série d'ouvrages  Chess Explained rédigée par des auteurs divers.
L'entreprise a été fondée en 1997 par trois joueurs d'échecs. Le Grand-maître international (GMI) John Nunn en est le directeur échiquéen, Murray Chandler (lui ausi GMI) est le directeur général, et le Maître FIDE Graham Burgess (en) est le directeur éditorial.